# Nusatidia javana
Nusatidia javana là một loài nhện trong họ Clubionidae.
Loài này thuộc chi Nusatidia. Nusatidia javana được Eugène Simon miêu tả năm 1897.